# Eusarca majoraria
Eusarca majoraria är en fjärilsart som beskrevs av Achille Guenée 1858. Eusarca majoraria ingår i släktet Eusarca och familjen mätare. Inga underarter finns listade i Catalogue of Life.